# Espectrometría retrodispersión de Rutherford
La Espectrometría retrodispersión de Rutherford (ERR) es una técnica analítica utilizada en ciencia de materiales. Algunas veces referida como espectrometría de dispersión de iones de alta energía (DIAE), ERR es utilizada para determinar la estructura y composición de los materiales al medir la retrodispersión de un haz de iones de alta energía (normalmente protones o partículas alfa) impactando una muestra.

## El experimento Geiger–Marsden

Izquierda: Resultados esperados: partículas alfa pasando a través del modelo del pudín con pasas del átomo sin perturbar.
Derecha: Resultados observados: una pequeña porción de las partículas fue desviada, indicando una singular y concentrada carga positiva.

La espectrometría retrodispersiva de Rutherford es nombrada en honor a Lord Ernest Rutherford, un físico que en algunas ocasiones es referido como el padre de la física nuclear. Rutherford supervisó una serie de experimentos llevados a cabo por Hans Geiger y Ernest Marsden entre 1909 y 1914 estudiando la dispersión de las partículas alfa a través de láminas de metal. Mientras intentaban eliminar "partículas desviadas", creyeron que éstas eran causadas por una imperfección en la fuente alfa; Rutherford sugirió que Marsden debía medir la retrodispersión con una lámina de oro. De acuerdo con el modelo del pudín con pasas en el que los pequeños electrones negativos se difundían a través de una región positiva, la retrodispersión de partículas alfa positivas de alta energía debería ser inexistente. La mayoría de las desviaciones debían ocurrir cuando las partículas alfa pasaran sin mayor problema a través de la lámina. En lugar de esto, cuando Marsden colocó el detector en el mismo lado de la lámina al igual que la fuente de partículas alfa de inmediato detectó una señal notable de retrodispersión. De acuerdo con Rutherford, "Fue el evento más increíble que me ha pasado en la vida. Fue casi tan increíble como si lanzaras una concha de 15 pulgadas hacia un pañuelo y que ésta regresara a ti y te pegara."
Rutherford interpretó el resultado del experimento Geiger–Marsden como una indicación de una colisión de Coulomb con una partícula positiva masiva. Esto lo guio a la conclusión de que la carga positiva del átomo no puede ser diseminada pero sí puede concentrarse en un núcleo singular masivo: el núcleo atómico. Los cálculos indicaron que la carga necesaria para lograr esta refracción era de 100 veces la carga del electrón, cercano al número atómico del oro. Esto condujo al desarrollo del modelo de Rutherford del átomo, en el cual el núcleo positivo conformado por N partículas positivas o protones estaba rodeado por N electrones con carga e orbitando para balancear la carga nuclear. Este modelo fue eventualmente sustituido por el átomo de Bohr, incorporando algunos resultados recientes de la mecánica cuántica.
Si la energía de la partícula incidente es incrementada lo suficiente, la barrera de Coulomb es sobrepasada y las funciones de onda de las partículas incidentes se sobreponen. Esto puede dar lugar a reacciones nucleares en algunos casos pero aún más frecuente es que la interacción permanece elástica, aunque las secciones cruzadas de la dispersión fluctúan incontrolablemente como una función de la energía. Este caso es conocido como "Espectrometría Retrodispersiva Elástica (no-Rutherford)" (ERE). Recientemente se ha generado un enorme progreso en determinar dispersión ERE de secciones cruzadas al resolver la ecuación de Schrödinger para cada interacción

## Principios básicos
Podemos describir la retrodispersión de Rutherford como una colisión elástica de esferas impenetrables entre una partícula de alta energía cinética del haz incidente (el proyectil) y una partícula estacionaria localizada en la muestra (el blanco). Elástico en este contexto se refiere a que ningún tipo de energía se gana o se pierde durante la colisión.
Tome nota de que la "ley" de conservación de la energía no se aplica de forma general para interacciones nucleares desde que en algunas circunstancias la colisión puede resultar en una reacción nuclear con la liberación de lo que puede ser considerado grandes cantidades de energía. El análisis de reacción nuclear (ARN) es muy útil para detectar elementos ligeros. La ley de conservación de energía aún aplica para el (ARN), pero en la forma más general de masa–energía.
Considerando la cinemática de la colisión (esto es la conservación del momentum y la energía cinética), la energía E1 del proyectil dispersivo es reducida de la energía inicial E0:
{\displaystyle E_{1}=k\cdot E_{0},}
en donde k es conocida como el factor cinemático y 
{\displaystyle k=\left({\frac {m_{1}\cos {\theta _{1}}\pm {\sqrt {m_{2}^{2}-m_{1}^{2}(\sin {\theta _{1}})^{2}}}}{m_{1}+m_{2}}}\right)^{2},}
en donde la partícula 1 es el proyectil, la partícula 2 es el núcleo objetivo y {\displaystyle \theta _{1}} es el ángulo de dispersión del proyectil en el marco de referencia del laboratorio (esto significa relativo al observador). El signo más es tomado cuando la masa del proyectil es menor a la del objetivo, de lo contrario se toma el signo menos.
Mientras esta ecuación correctamente determina la energía del proyectil dispersivo para cualquier ángulo de dispersión (relativo al observador), no describe la probabilidad de observar dicho evento. Para eso necesitamos el diferencial de sección cruzada del evento de retrodispersión:
{\displaystyle {\frac {d\omega }{d\Omega }}=\left({\frac {Z_{1}Z_{2}e^{2}}{4E_{0}}}\right)^{2}{\frac {1}{\left(\sin {\theta /2}\right)^{4}}},}
en donde {\displaystyle Z_{1}} y {\displaystyle Z_{2}} son los números atómicos del núcleo incidente y objetivo. Esta ecuación está escrita en el marco de referencia del centro de masa y por lo tanto no es una función de masa ya sea del proyectil o del núcleo objetivo.
Tome nota de que el ángulo de dispersión en el marco de referencia del laboratorio {\displaystyle \theta _{1}} no es el mismo que el ángulo de dispersión en el centro de masa del marco de referencia {\displaystyle \theta } (aunque para experimentos ERR son usualmente muy similares). Sin embargo, proyectiles de iones pesados pueden fácilmente repeler iones ligeros que, si la geometría es la correcta, pueden ser expulsados del objetivo y así ser detectados. Ésta es la base de la técnica Detección Elástica Repulsiva (DER). ERR usualmente utiliza un haz de luz He que de inmediato repele H, de manera que un ERR/DER simultáneos es frecuentemente realizado para investigar el contenido de las muestras de los isótopos de hidrógeno (aunque DER con un haz macho por encima de 1 MeV no es Rutherford: ver https://web.archive.org/web/20130728224455/http://www-nds.iaea.org/sigmacalc/). Para DER el ángulo de dispersión en el marco de referencia de laboratorio es particularmente diferente de aquel en el marco de referencia del centro de masa.
Nótese también que iones pesados no pueden retrodispersarse de los ligeros: es cinemáticamente prohibido. El factor cinemático debe permanecer real dado que esto limita el ángulo de dispersión en el marco de referencia del laboratorio. En DER es conveniente colocar el detector de repulsión en distintos ángulos lo suficientemente grandes para prohibir interferencia por parte del haz dispersivo. La intensidad del ion dispersivo siempre es más alta comparada con la intensidad de repulsión (la fórmula de la dispersión de Rutherford por sección cruzada va hacia el infinito tanto como el ángulo de dispersión va hacia cero) y para DER el haz dispersivo usualmente tiene que ser excluido de las mediciones de alguna forma.
La singularidad en la fórmula de dispersión de Rutherford por sección cruzada no es física por supuesto. Si la sección cruzada es cero, implica que el proyectil nunca se encuentra cerca del objetivo, pero en este caso tampoco penetra la nube electrónica que rodea al núcleo. La fórmula pura de Coulomb para la dispersión por sección cruzada mostrada anteriormente debe ser corregida para el efecto pantalla, el cual se hace más importante cuando la energía del proyectil decrece (o de manera equivalente, su masa se incrementa).
Mientras la dispersión con ángulo grande sólo ocurre para iones que tienen como objetivo dispersar el núcleo, la dispersión inelástica por ángulo pequeño puede ocurrir en la muestra de electrones. Esto resulta en un decremento gradual en iones que penetran profundamente en la muestra, de tal forma que la retrodispersión del interior del núcleo ocurre con una baja "efectividad" de energía incidente. La cantidad en que la energía del ion es disminuida después de pasar a través de una distancia dada es referida como poder de frenado del material y es dependiente de la distribución en el electrón. Esta pérdida de energía varía continuamente con respecto a la distancia atravesada, de manera que el poder de frenado es expresado como
{\displaystyle S(E)=-{dE \over dx}.}
Para iones de alta energía el poder de frenado es usualmente proporcional a {\displaystyle {\frac {Z_{2}}{E}}}; sin embargo, el cálculo preciso del poder de frenado es difícil de conseguir con exactitud.
El poder de frenado (propiamente, fuerza de frenado) tiene unidades de energía por unidad de distancia. Es generalmente expresada en unidades de película pequeñas, esto es eV /(atom/cm²) dado que puede medirse experimentalmente en capas delgadas cuyo espesor es siempre medido como masa por unidad de área, evadiendo el problema para determinar la densidad del material, la cual puede variar como función del espesor. La fuerza de frenado es ahora conocida para todos los materiales en alrededor de 2%, ver http://www.srim.org.

## Instrumentación

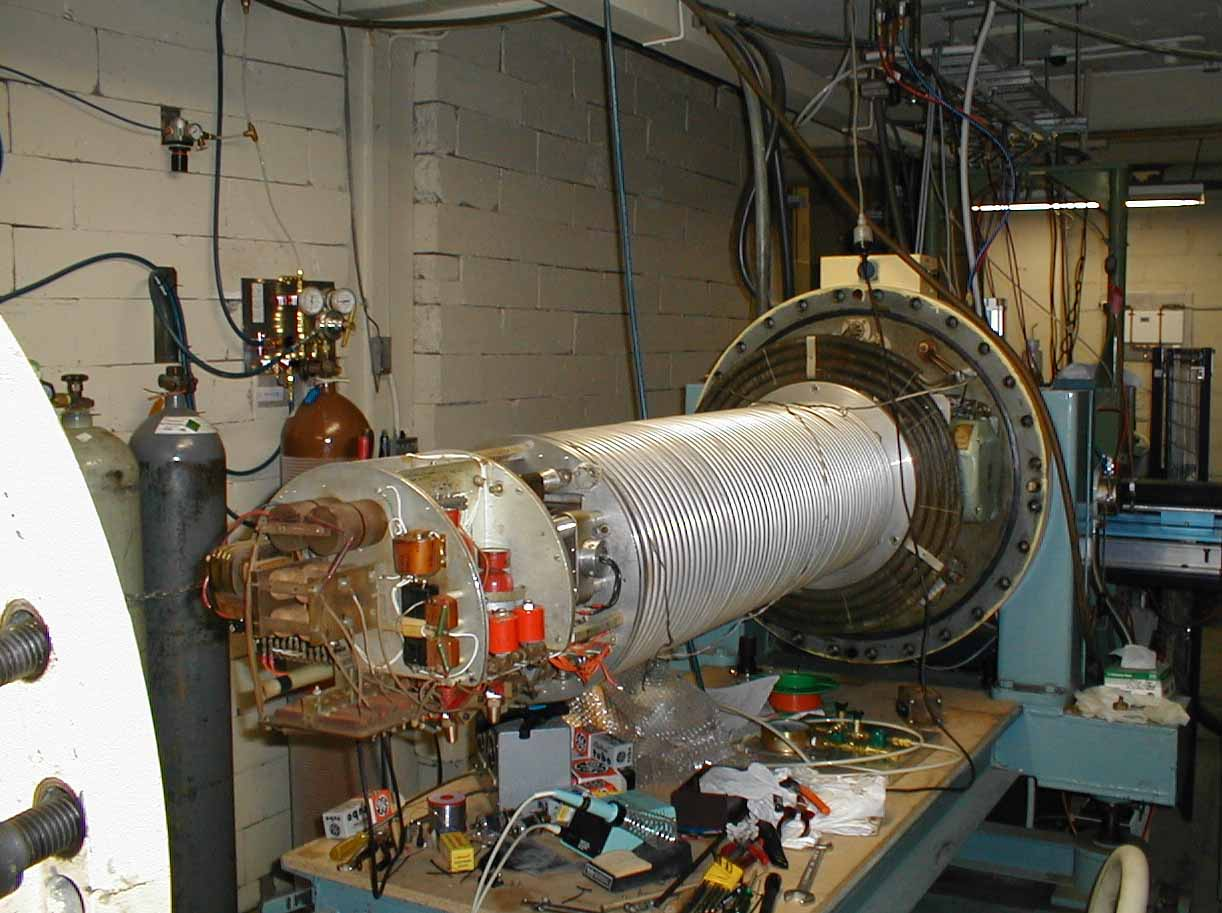
Una pequeña etapa 2 MeV linear del acelerador de partículas de Van de Graaff abierto para mantenimiento

Un instrumento ERR generalmente incluye tres componentes esenciales:
- Una fuente iónica, usualmente de partículas alfa (He2+ iones) o de manera menos común, de protones.
- Un acelerador lineal de partículas capaz de acelerar iones incidentes a altas energías, usualmente en el rango de 1-3 MeV.
- Un detector capaz de medir las energías de los iones retrodispersados sobre ciertos rangos de ángulos.

Dos arreglos comunes de  fuente/aceleración son utilizados en sistemas ERR trabajando tanto en una como dos etapas. Los sistemas de una etapa consisten en una fuente de He+ conectada a un tubo acelerador con un alto potencial positivo aplicado a la fuente iónica y la tierra al final del tubo acelerador. Este arreglo es simple y conveniente pero puede ser difícil conseguir energías de mucho más de 1 MeV debido a la dificultad de aplicar altos voltajes al sistema.
Los sistemas de dos etapas o "aceleradores conjuntos" comienzan con una fuente de iones He- y colocan la terminal de la fuente positiva en el centro del tubo acelerador. Un elemento incluido en la terminal positiva remueve electrones de los iones que pasan a través, convirtiendo iones He- a iones He++. Los iones de este modo comienzan a ser atraídos a la terminal, pasando a través de ella y convirtiéndose en positivos, posteriormente son repelidos hasta que salen de la tierra del tubo. Este arreglo aunque más complicado tiene la ventaja de conseguir aceleraciones altas con voltajes bajos aplicados: un acelerador conjunto típico con un voltaje aplicado de 750 kV puede asegurar energías iónicas de más de 2 MeV.
Los detectores que miden la energía de retrodispersión son usualmente detectores de barrera de silicón.Una capa muy delgada (100 nm) de un semiconductor tipo P de silicón en un semiconductor sustrato tipo N forma una Unión p-n. Los iones que alcanzan el detector pierden parte de su energía en la dispersión inelástica de los electrones y algunos de ellos ganan la suficiente energía para vencer la banda prohibida entre el semiconductor de valencia y las bandas de conducción. Esto significa que cada ion incidente en el detector producirá algunos pares de electrones dependientes de la energía del ion. Estos pares pueden ser detectados al aplicar un voltaje a través del detector y medir la corriente, otorgando una medición efectiva de la energía del ion. La relación entre la energía del ion y el número de pares de electrones producidos será dependiente de los materiales del detector, el tipo de ion y la eficiencia de la medición de corriente; la resolución de la energía es dependiente de las fluctuaciones térmicas. También se debe hacer notar que cuando un ion es incidente en el detector habrá un tiempo muerto antes de que los pares de electrones se recombinen con un segundo ion incidente que no puede ser distinguido del primero.
La dependencia angular de detección puede ser conseguida al utilizar un detector móvil o de manera más práctica al separar la superficie de la barrera del detector en varias celdas independientes que pueden ser medidas por separado, abarcando algunos rangos de ángulos de alrededor de 180 grados de retrodispersión. La dependencia angular de un haz incidente es controlada utilizando una etapa de muestreo.

## Composición y medición profunda
La pérdida de energía de la retrodispersión de un ion es dependiente de dos procesos: la energía perdida en eventos dispersivos con núcleos muestra y la energía perdida en dispersión de ángulos pequeños a partir de electrones muestra. El primer proceso depende de la dispersión de sección cruzada del núcleo y asimismo de su masa y número atómico. Para un ángulo de medición dado, el núcleo de dos diferentes elementos dispersará iones incidentes a diferentes grados y con diferentes energías, produciendo picos separados en un gráfico N(E) de mediciones contadas contra energía. Estos picos son característicos de los elementos que contenidos en el material, otorgan un sentido al análisis de la composición de la muestra al emparejar energías de dispersión a secciones cruzadas dispersivas conocidas. Las concentraciones relativas pueden ser determinadas al medir la altura de los picos.
El segundo proceso de pérdida de energía, el poder de frenado de electrones muestra, no resulta en pérdidas grandes como las producidas por colisiones nucleares. En lugar de esto crea una pérdida de energía gradual que depende de la densidad del electrón y la distancia recorrida en la muestra. Esta pérdida de energía disminuirá la energía medida de los iones que fueron retrodispersados del núcleo dentro de la muestra de manera continua dependiente de la profundidad del núcleo. El resultado es que en lugar de los puntiagudos picos de retrodispersión que uno podría esperar en el gráfico N(E), con el ancho determinado por la energía y la resolución angular, los picos observados se desvanecen gradualmente hacia una menor energía tanto como los iones pasen a través de la profundidad ocupada por ese elemento. Los elementos únicamente aparecerán a cierta profundidad dentro de la muestra y tendrán posiciones pico desplazadas por una cantidad que representa la distancia que el ion tiene que recorrer para alcanzar ese núcleo.
En la práctica, un perfil de profundidad composicional puede ser determinado a partir de un instrumento de medición ERR N(E). Los elementos contenidos en una muestra pueden ser determinados a partir de las posiciones de los picos en el espectro de energía. La profundidad puede ser determinada a partir del ancho y posición puntiaguda de estos picos, así mismo a partir de la concentración relativa del alto de los picos. Esto es especialmente útil para el análisis de una muestra multicapa, por ejemplo, o de una muestra con una composición que varía continuamente con la profundidad.
Este tipo de medición sólo puede ser utilizado para determinar la composición elemental; la estructura química de la muestra no puede ser determinada a partir del perfil N(E). Sin embargo, es posible aprender algo acerca de este ERR al examinar la estructura cristalina. Este tipo de información espacial puede ser investigada al tomar ventaja del bloqueo y restricción de una partícula cargada a través de un sólido cristalino.

## Mediciones estructurales: bloqueo y restricción de partículas
Para entender completamente la interacción de un haz incidente de un núcleo con una estructura lineal cristalina, es necesario comprender dos conceptos clave: bloqueo y restricción de partículas.
Cuando un haz de iones con trayectorias paralelas es incidente en un átomo objetivo, la dispersión del átomo previene colisiones en una región con forma de cono "detrás" del objetivo relativo al haz. Esto ocurre porque el potencial repulsivo del átomo objetivo curvea las trayectorias de los iones fuera del camino original y es referido como bloqueo. El radio de esta región bloqueada, a una distancia L del átomo original está dada por 
{\displaystyle R=2{\sqrt {\frac {Z_{1}Z_{2}e^{2}L}{E_{0}}}}}
Cuando un ion es disperso desde la profundidad de una muestra, se puede volver a dispersar del segundo átomo creando un segundo bloqueo cónico en la dirección de la trayectoria dispersiva. Esto puede ser detectado al variar de manera cuidadosa la detección del ángulo relativo al ángulo incidente.
La restricción de partículas es observada cuando el haz incidente se alinea con una simetría mayor al eje del cristal. El núcleo incidente que evade las colisiones con la superficie de los átomos es excluido de las colisiones con los átomos profundos en la muestra, esto debido al bloqueo por parte de la primera capa de los átomos. Cuando la distancia interatómica es grande comparada con el radio del cono bloqueado, los iones incidentes pueden penetrar varias veces la distancia interatómica sin ser retrodispersados. Esto puede resultar en una reducción drástica de la señal retrodispersiva observada cuando el haz incidente es orientado a lo largo de una de las direcciones simétricas, permitiendo determinar la estructura cristalina regular de una muestra. La restricción de partículas trabaja mejor para radios realmente bloqueados pequeños, por ejemplo para alta energía, iones incidentes con número atómico pequeño tal como el He+.
La tolerancia de la desviación del ángulo del haz iónico de incidencia relativa a la dirección de simetría depende del radio de bloqueo, generando una desviación permitida del ángulo proporcional a 
{\displaystyle {\sqrt {\frac {Z_{1}Z_{2}}{E_{0}d}}}}
Mientras la intensidad de un pico ERR se observa que decae a través de la mayoría de su ancho cuando el haz es restringido, un angosto pico terminal en alta energía podrá ser observado representando la superficie dispersada de la primera capa de átomos. La presencia de este pico abre la posibilidad de sensibilidad de la superficie para mediciones ERR.

### Perfil de átomos desplazados
Además, la, restricción de iones también puede ser utilizada para analizar una muestra cristalina para un daño enrejado. Si los átomos dentro del objetivo son desplazados de su sitio cristalino enrejado, esto resultará en ceder una retrodispersión mayor en relación con el cristal perfecto. Al comparar el espectro de una muestra que está siendo analizada con un cristal perfecto y aquella obtenida con una orientación (representativa del espectro de una muestra amorfa) al azar (sin restricción), es posible determinar la extensión del daño cristalino en términos de una fracción de átomos desplazados. El multiplicar esta fracción por la densidad del material amorfo también otorga un estimado para la concentración de los átomos desplazados. La energía a la cual la retrodispersión incrementada ocurre puede ser utilizada para determinar la profundidad a la cual se encuentran los átomos desplazados y un perfil de profundidad puede ser construido como resultado.

## Sensibilidad de la superficie
Mientras ERR es generalmente utilizado para medir un gran volumen de composición y estructura de una muestra, también es posible obtener información acerca de la estructura y composición de la superficie de la muestra. Cuando la señal es restringida para remover la señal volumen, una manipulación cuidadosa de los ángulos incidentes y de detección pueden ser usados para determinar las posiciones relativas de las primeras y escasas capas de los átomos, tomando ventaja de los efectos de bloqueo.
La superficie estructural de una muestra puede ser cambiada de la ideal de varias formas. La primera capa de átomos puede cambiar su distancia de capas subsecuentes (relajación); se pueden asumir dos estructuras dimensionales diferentes al volumen de (reconstrucción); u otro material puede ser adsorbido en la superficie. Cada uno de estos casos puede ser detectado por un ERR. Por ejemplo, la reconstrucción de la superficie puede ser detectada al alinear el haz de tal forma que el bloqueo ocurra, para hacer que sólo el pico de la superficie de intensidad conocida sea detectado. Una intensidad más alta de lo normal o un pico amplio indican que las primeras capas de los átomos están fallando al intentar bloquear las capas bajas, por ejemplo que la superficie haya sido reconstruida. Las relajaciones pueden ser detectadas por un procedimiento similar con la muestra inclinada para que el haz de iones sea incidente al ángulo seleccionado y que la primera capa de átomos pueda bloquear la retrodispersión en diagonal; esto es de átomos que están por debajo y desplazados del átomo que bloquea. Una retrodispersión más alta de lo esperada indicará que la primera capa ha sido desplazada relativamente de la segunda capa o relajada. Materiales adsorbentes serán detectados por sus distintas composiciones, cambiando la posición del pico relativo de la superficie a la posición esperada.
ERR también ha sido utilizado para medir procesos que afectan la superficie de manera diferente al volumen analizando cambios en el pico de superficie restringido. Un ejemplo muy conocido es el análisis ERR de superficies prederretidas guiadas por Frenken, Maree y Van der Veen. En una medición ERR de la superficie del Pb 110, un pico de superficie bien definido que es estable a bajas temperaturas fue encontrado que se hacía ancho y más intenso cuando la temperatura se incrementa después de dos tercios del volumen de temperatura de derretimiento. El pico alcanza la altura y ancho del volumen mientras la temperatura alcanza el punto de derretimiento. Este incremento en el desorden de la superficie hace más visibles los átomos más profundos al haz incidente, esto fue interpretado como pre-derretimiento de la superficie y simulaciones computacionales del proceso ERR producen resultados similares cuando son comparados con predicciones teóricas de pre-derretimiento.
El ERR también ha sido combinado con la microscopía nuclear, en la cual un haz de iones concentrado es escaneado a través de la superficie de manera similar a un microscopio electrónico de barrido. El análisis energético de las señales retrodispersivas en este tipo de aplicación provee información composicional acerca de la superficie mientras el microscopio puede ser utilizado para examinar características tales como estructuras de superficie periódicas.

## Pies de nota
1. ↑  Rhodes (1995) pp. 48–49
2. 1 2  Oura et al. (2003) p. 110
3. ↑  Oura et al. (2003) p. 136
4. ↑  EAG Instrumentation Tutorial: http://www.eaglabs.com/training/tutorials/rbs_instrumentation_tutorial/rinstrum.php Archivado el 17 de abril de 2009 en Wayback Machine.
5. ↑  EAG Instrumentation Tutorial: http://www.eaglabs.com/training/tutorials/rbs_instrumentation_tutorial/rspect.php Archivado el 17 de abril de 2009 en Wayback Machine.
6. ↑  Oura et al. (2003) p. 114
7. ↑  Oura et al. (2003) p. 117
8. ↑  Feldman et al. (1982)
9. ↑  Frenken et al. (1986)
10. ↑  Hobbs et al. (1988)